# Ян Енґельґард
Ян Енґельґард (пол. Jan Engelgard; нар. 2 грудня 1957, Сицув) — польський історик, публіцист, письменник, активіст місцевого самоврядування та політик, що має антиукраїнські погляди.

## Біографія
Ян Енґельґард народився 2 грудня 1957 року в польському місті Сицув.

### Освіта
У 1978 році закінчив середню школу імені Болеслава Хороброго у Ґрифіце. У 1983 році закінчив історичний факультет Варшавського університету. Здобув ступінь магістра історії, захистивши дисертацію на тему «Кадри та Корпус Польський у непідлеглому Поліссі (1918-1921). Військово-політичні аспекти», написану під керівництвом професора Тадеуша Єндрущака.

### Професійна та громадська діяльність
Був членом Польської католицької соціальної асоціації. Покинув асоціацію у 1984 році, коли Януш Заблоцький подав у відставку з посади її президента. У 1984-1990 роках був членом Товариства PAX, де займався історичною журналістикою, пишучи переважно про довоєнний національний табір. У 1991 році вступив до Національно-демократичної партії, де став віцепрезидентом. Він також став членом правління асоціації «Civitas Christiana».
Публікувався, зокрема, в «Najwyższy Czas!», «Nowy Świat» та «Łada». У 1992-1993 роках працював коментатором у «Słowo Powszechne». Згодом був журналістом «Katolika» та «Kierunki». З 1993 року публікувався в наступнику «SP» — газеті «Słowo. Dziennik Katolicki» (був заступником головного редактора цієї газети).
У 1997 році став головним редактором тижневика «Myśl Polska» (з 2001 по 2004 рік виходив під назвою «Nowa Myśl Polska»).
Невдало балотувався від Ліги польських родин на виборах до Європейського парламенту у 2004 році (отримав 2387 голосів) і на парламентських виборах у 2005 році (отримав 224 голоси). З 24 жовтня 2005 року по 24 листопада 2006 року був членом Мазовецького воєводського правління 2-го терміну. Пізніше обіймав посаду заступника голови Головної управи Народного національного руху. Він також був активним учасником Патріотичного руху «Креси». Став дописувачем порталу Konserwatyzm.pl, пов'язаного з Консервативно-монархічним клубом. Автор історичних текстів у спеціалізованому щоквартальнику «Niepodległość i Pamięć».
Пізніше працював у Музеї Незалежності у Варшаві, де до березня 2022 року очолював 10-й павільйон Варшавської Цитаделі. Він є головою Ради Національного фонду Романа Дмовського.
У 2020 році став членом Комітету з будівництва пам'ятника генералу Тадеушу Розвадовському у Варшаві.

## Нагороди
- У 2014 році він отримав нагороду Polonia Mater Nostra Est.[16]

## Публікації
- «“Чудо на Віслі” — 1920» (пол. „Cud nad Wisłą” – 1920 rok; Варшава, 1988)
- «Заповіт Дмовського. Німеччина-Росія-Польща» (пол. Testament Dmowskiego. Niemcy-Rosja-Polska; Варшава, 1996) ISBN 8390568349
- «Чудова гра Болеслава Пясецького» (пол. Wielka gra Bolesława Piaseckiego; Варшава, 2008) ISBN 978-83-925284-4-9
- «Лех Качинський у Тбілісі» (пол. Lech Kaczyński w Tbilisi; Варшава, 2008) ISBN 9788392528418[17]
- «В ім'я чого ця жертва? Національний табір і Варшавське повстання» (пол. W imię czego ta ofiara? Obóz Narodowy wobec Powstania Warszawskiego; Варшава, 2009) ISBN 978-83-925284-3-2[18]
- «Політична думка Романа Дмовського» (пол. Myśl polityczna Romana Dmowskiego; Варшава, 2009) ISBN 978-83-87516-89-5[19]
- «Вірус русофобії: полемічні замальовки» (пол. Wirus rusofobii: szkice polemiczne; Варшава, 2010) ISBN 9788392528494[2]
- «Між романтизмом і реалізмом: нариси з історії національної демократії» (пол. Między romantyzmem a realizmem – szkice z dziejów Narodowej Demokracji; Варшава, 2011) ISBN 9788392528425[20]
- «Прокляття генерала Денікіна» (пол. Klątwa generała Denikina; Варшава, 2011) ISBN 9788364037672[21]
- «Антологія смоленського злочину» (пол. Antologia Zbrodni Smoleńskiej; Варшава, 2011) ISBN 9788361938323[22]
- «Роман Дмовський 1864-1939» (пол. Roman Dmowski 1864–1939; Варшава, 2014) ISBN 978-83-935144-6-5
- «Степан Бандера в Києві: за лаштунками революції в Україні» (пол. Stepan Bandera w Kijowie: kulisy rewolucji na Ukrainie; Варшава, 2014) ISBN 978-83-640-3785-6[3]
- «Болеслав Пясецький 1939-1956» (пол. Bolesław Piasecki 1939–1956; Варшава, 2015) ISBN 978-83-935144-4-1
- «Роман Дмовський — співзасновник Незалежної Польщі» (пол. Roman Dmowski – współtwórca Niepodległej; Варшава, 2017) ISBN 9788365439222[23]
- «Біля витоків польської політики. Від Вельопольського до Дмовського» (пол. U źródeł polityki polskiej. Od Wielopolskiego do Dmowskiego; Варшава, 2018) ISBN 9788394759544[24]
- «Україна у вогні — кому потрібна ця війна?» (пол. Ukraina w ogniu komu - potrzebna jest ta wojna?; 2022)[4]